# Thengil de Finnmark
Según la obra de Saxo Grammaticus Gesta Danorum, Thengil fue un caudillo de los sami, rey de Finnmark (el reino más septentrional de Noruega), que fue derrotado por el vikingo berserker Arngrim que buscaba acumular hazañas para casarse con la hija de Frodi, rey de Dinamarca.
Según la leyenda los supervivientes sami escaparon del primer ataque y en su huida utilizaron artes mágicas para desorientar a sus perseguidores. En un primer intento dejaron tres guijarros hechizados tras de sí de forma que las piedras parecían montañas, pero Arngrim advirtió el engaño, llamó de nuevo a sus hombres y continuaron la persecución. Al día siguiente, los sami lanzaron nieve hechizada al suelo de forma que parecía un río y esto hizo que los suecos detuvieran de nuevo la persecución. Al tercer día, comenzó la batalla pero como los sami no tenían más recursos mágicos fueron derrotados. Los sami aceptaron los términos de paz, y cada tres años se vieron obligados a pagar un cargamento de renos como tributo.